# 조선불교유신론
《조선불교유신론》(朝鮮佛敎維新論)은 1913년에 만해 한용운이 저술 간행한 불교 논서이다. 조선의 억불숭유(抑佛崇儒) 정책에 의한 배척과 탄압 속에서 사상적으로나 조직적으로나 산중으로 도피하여 약화된 조선 불교의 부흥을 위하여 근대적인 불교 개혁론을 주장한 역저(力著)이다.

## 내용
《조선불교유신론》에서 한용운은 다음과 같은 내용을 기술하고 있다.
1. 불교의 성질로서 불교가 진보적으로 미래의 도덕 문명의 원료품이 될 수 있음을 밝히고 있다.
2. 불교의 주의로서 평등주의(平等主義)와 구세주의(救世主義)를 강조하고 있다.
3. 구습파괴(舊習破壞)에 의한 혁명적 개혁으로 불교 유신을 정의하고 있으며, 그 방안으로 아래의 사항을 제시하고 있다.
  1. 승려 교육제의 개혁
  2. 염불당(念佛堂)의 폐지
  3. 포교방법의 근대화
  4. 대중적, 모험적, 구세적, 경쟁적, 사상의 고취
  5. 전근대적 불가소회(佛家塑繪)의 철폐
  6. 각종 의식의 개혁
  7. 승려 자신의 노동력에 의한 자활(自活)과 그것에 의한 인권회복
  8. 승려 금혼제(禁婚制)의 철폐
  9. 사원 주직(住職)의 선거제 채택
  10. 유신론자의 대동단결
  11. 사원통할제의 개혁

이노우에 엔료의 불교개혁론에 영향을 받았다. 승려의 결혼과 육식을 허용하자는 ‘대처식육론’(帶妻食肉論)을 주장했었는데, 출가승 중심의 전통과 계율이 불교를 사회로부터 고립, 격리시킨다는 문제 의식에서였다.

## 참고 문헌
- 이 문서에는 다음커뮤니케이션(현 카카오)에서 GFDL 또는 CC-SA 라이선스로 배포한 글로벌 세계대백과사전의 내용을 기초로 작성된 글이 포함되어 있습니다.